# واردر كريسون
واردر كريسون (بالإنجليزية: Warder Cresson) (13 يوليو 1798 – 6 نوفمبر 1860)، المعروف لاحقا باسم مايكل بوعز إسرائيل بن إبراهيم (بالعبرية: מיכאל בועז ישראל בן אברהם، باللاتينية: ميخائيل بوعز يسرائيل بن أفراهام)، دبلوماسي أمريكي. تم تعيينه أول قنصل أمريكي في القدس في عام 1844.

## سيرة
ولد واردر كريسون في فيلادلفيا بولاية بنسلفانيا لأبوين من الكويكرز جون إليوت (1773-1814) وماري كريسون. كان ينحدر من بيير كريسون، أحد المستوطنين الأوائل في هارلم ، نيويورك ، الذي هاجر حفيده ، سليمان ، إلى فيلادلفيا في أوائل القرن الثامن عشر.
تزوج كريسون من إليزابيث تاونسند، التي أنجب منها ستة أطفال، وأدار مزرعة في غوينيد، بنسلفانيا، إحدى ضواحي فيلادلفيا.
في عام 1830 نشر كتيبا بعنوان بابل العظيمة تسقط! نجمة الصباح، أو الضوء من الأعلى، الذي استنكر فيه البذخ والميول الشريرة في ذلك الوقت، وحث جميع الكويكرز على أن يعيشوا حياة أفضل وأقل ضلالا. لقد مر بفترة من الاضطرابات الدينية القوية، وانضم إلى سلسلة من الطوائف التي بدت له وكأنها تمثل الدين الحقيقي.
في عام 1840 ، التقى إسحاق ليزر وأصبح مهتما بشدة باليهودية. تأثر كريسون أيضا بكتابات مردخاي مانويل نوح، الذي اعتقد أن اليهود سيعودون قريبا للعيش في فلسطين، وطنهم القومي. في عام 1844، تم تعيينه أول قنصل أمريكي في القدس. اعتنق اليهودية في عام 1848 وعاد إلى فيلادلفيا لترتيب شؤونه قبل الانتقال بشكل دائم إلى القدس. خلال هذا الوقت، كان مرافقا منتظما في كنيس ميكفي إسرائيل، وشارك في الحياة المجتمعية اليهودية، وراقب بدقة الشريعة الدينية اليهودية. في عام 1851 ، نشر مفتاح داود: داود المسيح الحقيقي ، أو الممسوح من إله يعقوب.
في عام 1852 ، بعد محاكمة سعت فيها زوجته إلى إعلانه مجنونا ، عاد إلى القدس ودعم بنشاط الجهود التي كانت تبذل آنذاك من أجل التجديد الزراعي لفلسطين. وفي الخريف، أعلن عن نيته إنشاء مستعمرة زراعية في عيمق رفايم. في مارس 1853 ، بدأ الكتابة ل The Occident وأرسل تعميما من القدس يطلب المساعدة لمشاريعه. على الرغم من أن التعميم يتخلله اللاهوت والاقتباسات من الكتاب المقدس ، إلا أنه لا يمكن إلا لمزارع ومعلم عملي أن ينتجه. اعتقد كريسون أن المحنة السائدة يمكن تخفيفها من خلال إنشاء مستعمرات زراعية، وأن اليهود المضطهدين من جميع أنحاء العالم يجب أن يعودوا إلى صهيون.
تزوج كريسون من امرأة يهودية سفاردية تدعى راشيل موليدانو، وأنجب منها ثلاثة أطفال، أبيجيل وروث وديفيد بن صهيون، وجميعهم ماتوا صغارا. عاش حياة يهودي شرقي متدين، يرتدي زي السفارديم الأصليين، وأصبح زعيما بارزا للمجتمع. ودفن على جبل الزيتون.
في عام 2013 ، أعيد اكتشاف مقبرة كريسون المفقودة.

## السلك الدبلوماسي
في 17 مايو 1844، تم تكليفه قنصلا في القدس، وهو أول شخص يشغل هذا المنصب. ومع ذلك، تم استدعاء اللجنة قبل وصوله إلى القدس، دون علمه. ويتحدث عن مغادرته إلى القدس على النحو التالي:
تأثر كثيرا بمحيط القدس، وأصبح أكثر ميلا نحو اليهودية، وحمل اسم ميخائيل سي بوعز إسرائيل. في 1844-1848 ، كان مساهما متكررا في مجلة إسحاق ليزر، The Occident، التي انتقد فيها التكتيكات التبشيرية لجمعية لندن لتعزيز المسيحية بين اليهود.
أثناء وجوده في القدس أصبح قريبا من المجتمع السفاردي. كان صديقا لشاحام يحييل كوهين والحاخام الأكبر التالي، إلياشار. في عام 1848، سعى إلى أن يصبح يهوديا. في مارس من ذلك العام، تم ختان (مصطلح)ه و‌اعتناقه اليهودية. عاد إلى فيلادلفيا في سبتمبر 1848 لترتيب شؤونه والانتقال بشكل دائم إلى القدس.
حاولت العائلة منعه من تنفيذ خططه وادعت أنه فقد عقله. أصبح بعيدا عن الجميع باستثناء ابن واحد. في مايو 1849 ، تقدمت زوجته إليزابيث وابنه يعقوب بطلب إلى المحكمة وأعلنوه مجنونا. استأنف هذا القرار، وأصبحت المحاكمة، التي استمرت لمدة ستة أيام في مايو 1851، واحدة من القضايا الشهيرة في ذلك الوقت. وتم الاحتفاظ بمحامين بارزين من كلا الجانبين وتم استدعاء ما يقرب من مائة شاهد. تم إلغاء قرار المحكمة الأدنى ، وتم تسريح كريسون. تم نشر حجة هوراشيو هابل جونيور ، أحد محاميه ، في The Occident في عام 1863 ، مع تعليقات من إسحاق ليزر.

## الأعمال المنشورة
- الشاهدان، موسى وإيليا، لندن، 1844
- شجرة الزيتون الجيدة، إسرائيل، 1844
- القدس، مركز وفرح الأرض كلها، فيلادلفيا، 1844